# Élections législatives de 2020 en Alaska
Les élections législatives de 2020 en Alaska ont lieu le 3 novembre 2020 afin d'élire les 40 membres de la Chambre des représentants de l'État américain d'Alaska.

## Contexte
Bien que remportées par le parti républicain, les élections de novembre 2018 voient huit de ses élus faire dissidence pour former une coalition avec des élus démocrates et un indépendant pour reconduire Bryce Edgmon à la présidence de la chambre. Deux élus républicains quittent par la suite la coalition, réduisant la majorité à vingt trois membres,.

## Système électoral
La Chambre des représentants de l'Alaska est la chambre basse de son parlement bicaméral. Elle est composée de 40 sièges pourvus pour deux ans au scrutin uninominal majoritaire à un tour dans autant de circonscriptions.

## Résultats
|                          |                          |         |       |      |        |               |  |  |  |  |  |  |  |  |
| Partis                   | Partis                   | Voix    | %     | +/-  | Sièges | +/-           |  |  |  |  |  |  |  |  |
|                          | Parti républicain (R)    | 149 728 | 48,31 | 3,29 | 21     | 2             |  |  |  |  |  |  |  |  |
|                          | Parti démocrate (D)      | 100 080 | 32,29 | 5,37 | 15     | 1             |  |  |  |  |  |  |  |  |
|                          | Indépendance alaskaine   | 2 002   | 0,65  | Nv.  | 0      | en stagnation |  |  |  |  |  |  |  |  |
|                          | Parti libertarien (L)    | 477     | 0,15  | 0,70 | 0      | en stagnation |  |  |  |  |  |  |  |  |
|                          | Autres partis            | 1 522   | 0,49  | -    | 0      | en stagnation |  |  |  |  |  |  |  |  |
|                          | Indépendants             | 45 887  | 14,80 | 6,11 | 4      | 3             |  |  |  |  |  |  |  |  |
|                          | Write-ins                | 5 130   | 1,66  | 0,48 | 0      | en stagnation |  |  |  |  |  |  |  |  |
|                          |                          |         |       |      |        |               |  |  |  |  |  |  |  |  |
| Votes valides            | Votes valides            | 304 826 | 84,35 |      |        |               |  |  |  |  |  |  |  |  |
| Votes blancs et nuls     | Votes blancs et nuls     | 56 574  | 15,65 |      |        |               |  |  |  |  |  |  |  |  |
| Total                    | Total                    | 361 400 | 100   | -    | 40     | en stagnation |  |  |  |  |  |  |  |  |
| Abstentions              | Abstentions              | 234 247 | 39,33 |      |        |               |  |  |  |  |  |  |  |  |
| Inscrits / participation | Inscrits / participation | 595 647 | 60,67 |      |        |               |  |  |  |  |  |  |  |  |